# Maria van Edingen

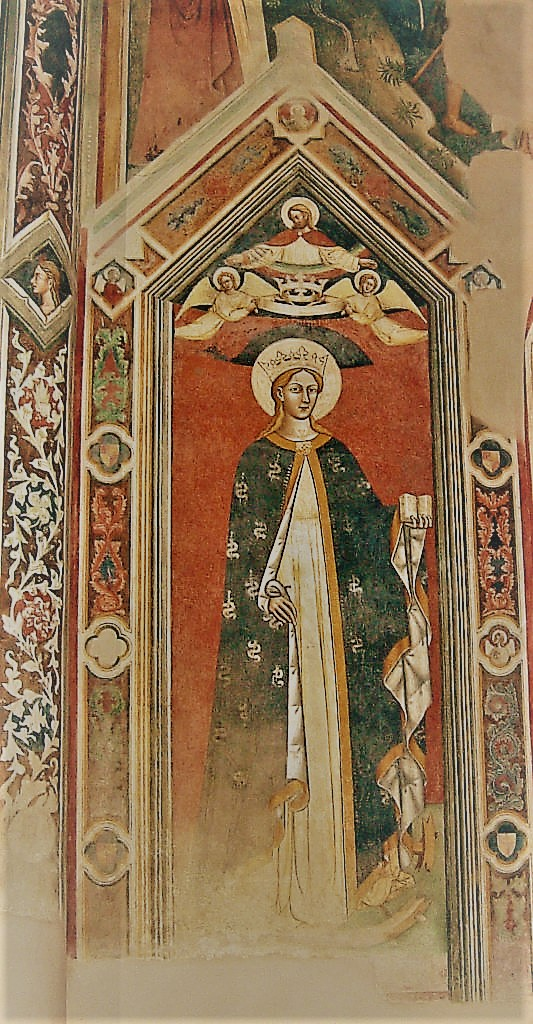
Maria van Edingen, vermoedelijk portret in Galatina bij Lecce

Maria van Edingen of Marie d’Enghien (1369 - Conversano, 17 maart 1446) was gravin van Lecce, prinses-gemalin van Tarente in haar eerste huwelijk en koningin-gemalin van Napels in haar tweede huwelijk. Zij was geslingerd tussen de twee kampen die streden om de troon van Napels: koning Ladislaus en tegenkoning Lodewijk II van Anjou, twee telgen uit het Huis Anjou.

## Naam
De naam Edingen verwijst naar de heerlijkheid Edingen in het graafschap Henegouwen, een van de Nederlanden. Haar vader en ooms zowel aan vaders kant als aan moeders kant waren betrokken bij de kruistochten. Haar familie bezat daarom heerlijkheden in Zuid-Italië en Cyprus en sommigen noemden zich hertog van Athene.

## Levensloop

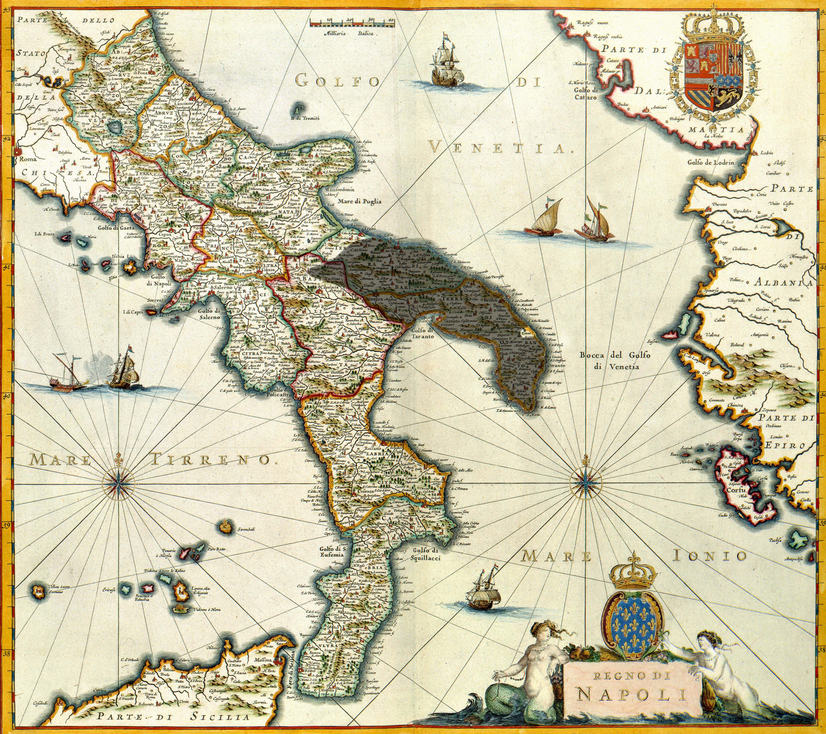
(in het grijs) Het prinsdom Tarente, een machtige leen binnen het koninkrijk Napels begin 15e eeuw

Maria was een kind van Jan van Edingen of Jean d’Enghien, graaf van Lecce en Castro in Zuid-Italië, en van Blanche des Baux of del Balzo. Na de dood van haar vader en haar oudere broer Peter, werd ze gravin van Lecce. Peter was een aanhanger geweest van Lodewijk I van Anjou, tegenkoning van Napels en van tegenpaus Clemens VII. Nochtans was het de paus van Rome, Urbanus VI, die Maria uithuwelijkte met een edele uit het Huis Orsini: Raimondo Orsini del Balzo, ook bekend als Raimondello (1350-1406).
Het huwelijk met Raimondello was het eerste huwelijk van Maria van Edingen. Het vond plaats in 1385. Raimondello was een Grande in het koninkrijk Napels. Maria bleef gravin van Lecce doch Raimondello was als graaf-gemaal er de feitelijke heerser voor de volgende twintig jaar. Raimondello en Maria speelden een dubbelspel en steunden nu eens koning Ladislaus en dan weer tegenkoning Lodewijk II. In 1399 verleende koning Ladislaus het grootste leen van het koninkrijk Napels aan Raimondello: het prinsdom Tarente. Deze trofee gold als beloning voor het verjagen van Lodewijk II uit Tarente. De gebieden van Raimondello en Maria waren op het hoogtepunt van uitbreiding; de douane van het graafschap Lecce verzekerde haar bovendien van voldoende inkomen. 
Raimondello wisselde van kamp (1405) en bekampte koning Ladislaus. In januari 1406 stierf Raimondello; Maria bleef achter met vier minderjarige kinderen. Ze zette de strijd tegen koning Ladislaus voort. Ze hield de dood van haar man verborgen tot maart 1406 om tijd te winnen. Maria wist dat Tarente moest beveiligd worden; ze bereidde de stad voor op een belegering. Met haar kinderen verschanste Maria zich in Tarente. Dit deed ze omdat Tarente gemakkelijk vanuit de zee kon bevoorraad worden. Maria nam huursoldaten in dienst via de familie Orsini en zocht diplomatieke contacten met de twee tegenstanders van koning Ladislaus: koning Sigismund van Hongarije en Martinus I van Aragon, koning van Sicilië. Martinus stuurde drie Catalaanse galeien naar Tarente. 
De strafexpeditie van koning Ladislaus startte in april 1405, nadat hij vernomen had dat de grootste prins van het land, Raimondello, gestorven was. Hij belegerde Tarente doch brak het beleg na twee maanden af.
Lodewijk II van Anjou zocht onmiddellijk contact met Maria (1406) in de hoop koning van Napels te worden. Hij beleende de kinderen van Maria met het prinsdom Tarente en met baronieën en graafschappen; ook een huwelijk tussen zijn zoon en Maria’s dochter werd geregeld. In 1407 trok Lodewijk II zich terug in de Provence. Lodewijk II stuurde nog drie schepen met Bretonse soldaten naar Maria doch deze leden schipbreuk. Verder kwam er geen buitenlandse hulp meer. In 1407 belegerde koning Ladislaus voor een tweede maal Tarente. Maria zag het uitzichtloze van de strijd in en sloot als prinses-gemalin van Tarente vrede met haar suzerein. 
Op 23 april 1407 huwde Maria met koning Ladislaus, wat deel uitmaakte van de vredesovereenkomst. Voor Ladislaus was het zijn derde huwelijk; Maria kreeg de titels van koningin-gemalin van Napels en koningin-gemalin van Jeruzalem. Alle territoria van Maria (en Raimondello) vielen toe aan de Kroon van Napels. Vanaf 1407 woonde koningin Maria met haar kinderen in Napels. Ze verbleven op Castelnuovo. Ze hadden geen gevangenisregime maar waren toch niet vrij. Een enkele keer kreeg koningin Maria bezoek van ambassadeurs uit de Florentijnse Republiek. Ladislaus was op veroveringstocht in de Pauselijke Staat.
In 1414 stierf koning Ladislaus onverwacht. Het huwelijk was kinderloos gebleven. Zijn opvolger en zus, Johanna II van Napels, sloot Maria en de kinderen op in de gevangenis. Door het betalen van duizenden dukaten kreeg Maria een voor een haar kinderen vrij; dezen huwden met edelen uit het koninkrijk. In 1416 kwam Maria zelf vrij. Haar kinderen en zij kregen een aantal graafschappen en baronieën terug van koningin Johanna II. Het machtige prinsdom Tarente kreeg ze niet. Dit ging naar Johanna’s nieuwe echtgenoot, Jacob II van La Marche. 
Vanaf 1420 verscheen Maria aan de zijde van haar oudste zoon in het politieke steekspel in Napels. Ze droeg nog steeds formeel de titel van koningin-gemalin van Napels doch bemoeide zich niet meer met hofintriges. Ze woonde quasi uitsluitend in haar graafschap Lecce, dat ze op haar eentje bestuurde. Vanaf 1433 kozen haar zonen voor de nieuwe sterke man, een buitenlander: koning Alfons I de Grootmoedige van het Huis Trastamara. Alfons I was koning van het Aragonese Zeerijk in het westen van de Middellandse Zee met inbegrip van Sicilië. Sicilië als buurland van Napels buitte de zwaktes uit van het Anjou-regime in Napels. 
In 1446, vier jaar nadat Alfons I de troon van Napels bestegen had, stierf Maria van Edingen.

## Kinderen
Uit het huwelijk van Maria van Edingen met Raimondello kwamen er vier kinderen voort die de volwassen leeftijd bereikten:
- Giovanni Antonio geboren 9 september 1401
- Gabriel geboren in 1404
- Maria
- Catharina.

Uit haar huwelijk met koning Ladislaus van Napels kwamen geen kinderen voort.

## Herinneringen
- In Tarente bestaat de uitdrukking in het lokale dialect U uadàgne de Maria Prène of De winst van Maria van Brienne. Het Huis Brienne is een andere naam voor de heren van Edingen. De uitdrukking is een ironische reactie wanneer de zaken slecht gaan.
- Maria van Edingen bleef een bekend figuur in Tarente en in de rest van Apulië tijdens de Middeleeuwen. Elk jaar loopt in Tarente Het huwelijksfeest van Maria van Edingen. Dit spektakel in middeleeuwse kledij herinnert aan  het huwelijk van Maria van Edingen; zij huwde finaal met de vijand die de stad belegerde: koning Ladislaus van Napels.

## Stoet met het huwelijk van Maria van Edingen
Hier volgen enkele foto's van de jaarlijkse stoet van Maria's huwelijksfeest in de Zuid-Italiaanse stad Tarente.

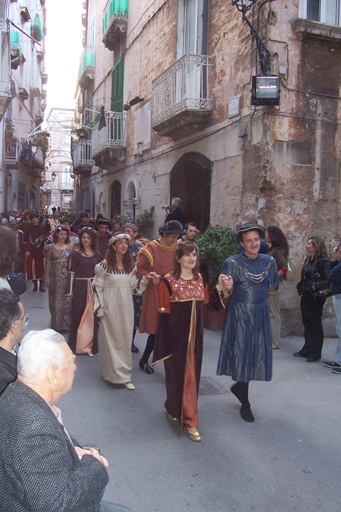
Huwelijksstoet
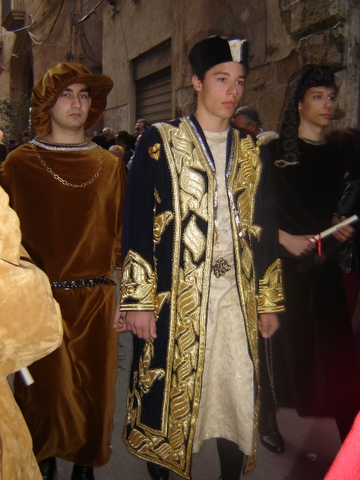
De bruidegom, koning Ladislaus van Napels
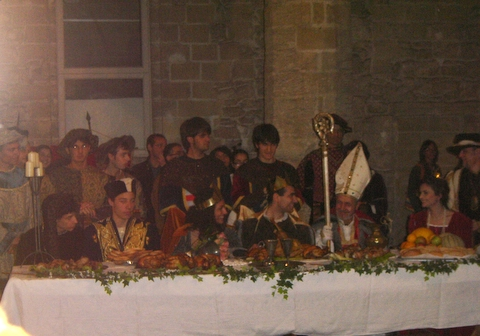
Banket
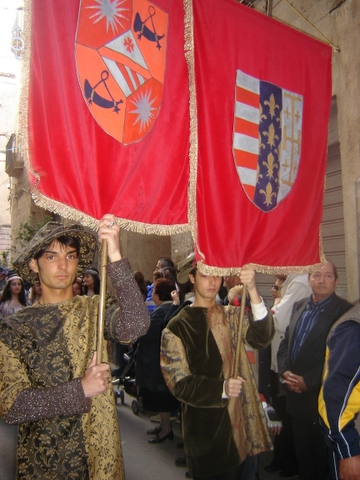
Herauten
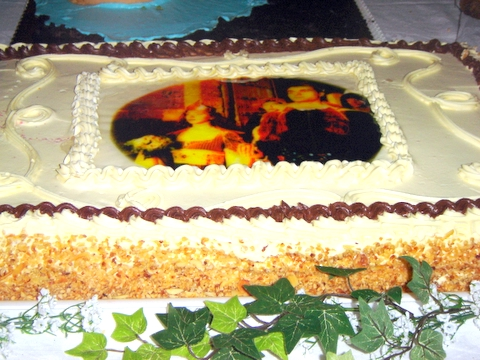
Huwelijkstaart